# Behaartes Liebesgras
Das Behaarte Liebesgras (Eragrostis pilosa) ist eine Pflanzenart aus der Gattung Liebesgras (Eragrostis) und der Familie der Süßgräser (Poaceae).

## Beschreibung
Das Behaarte Liebesgras wächst als büschelig ausgebreitete, niederliegende, gekniet-aufsteigende oder aufrechte, einjährige Pflanze und erreicht Wuchshöhen von 10 bis 60 cm. Der Halm besitzt zwei bis drei Knoten (Nodien). Die Blattspreite ist 3 bis 15 cm lang und 1 bis 3 mm breit, ihr Rand ist ohne kleine schüsselförmige Drüsen. Die Blattscheiden sind kahl und tragen nur an ihrer Öffnung ein Haarbüschel. Die Blattränder sind spärlich knotig kurzdrüsig. Charakteristisch ist die 1 bis 2 mm lange Bewimperung am Blattgrund. Das Blatthäutchen (Ligula) ist als Kranz von 0,3 bis 1,5 mm langen Wimperhaaren ausgebildet.

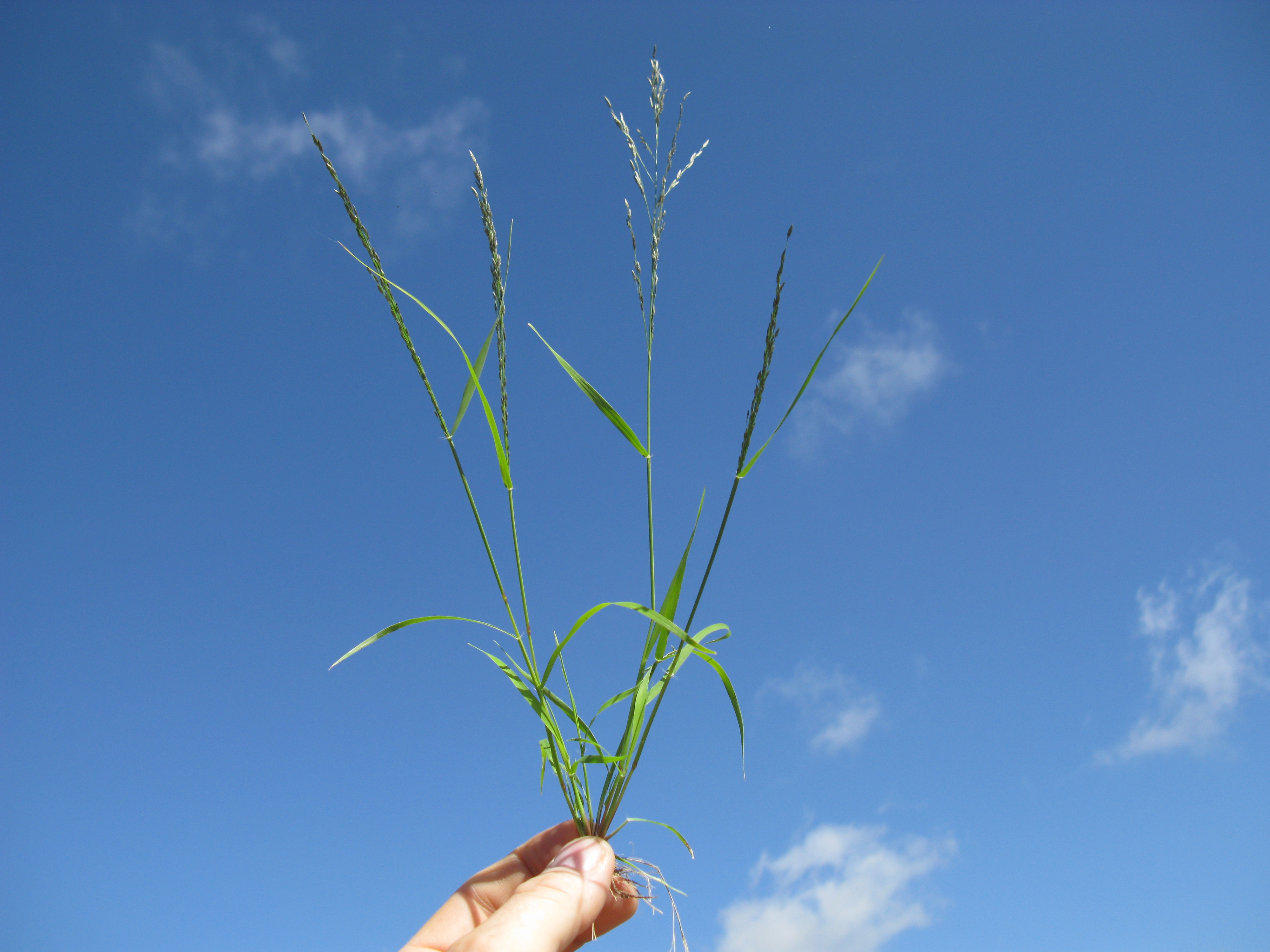
Habitus

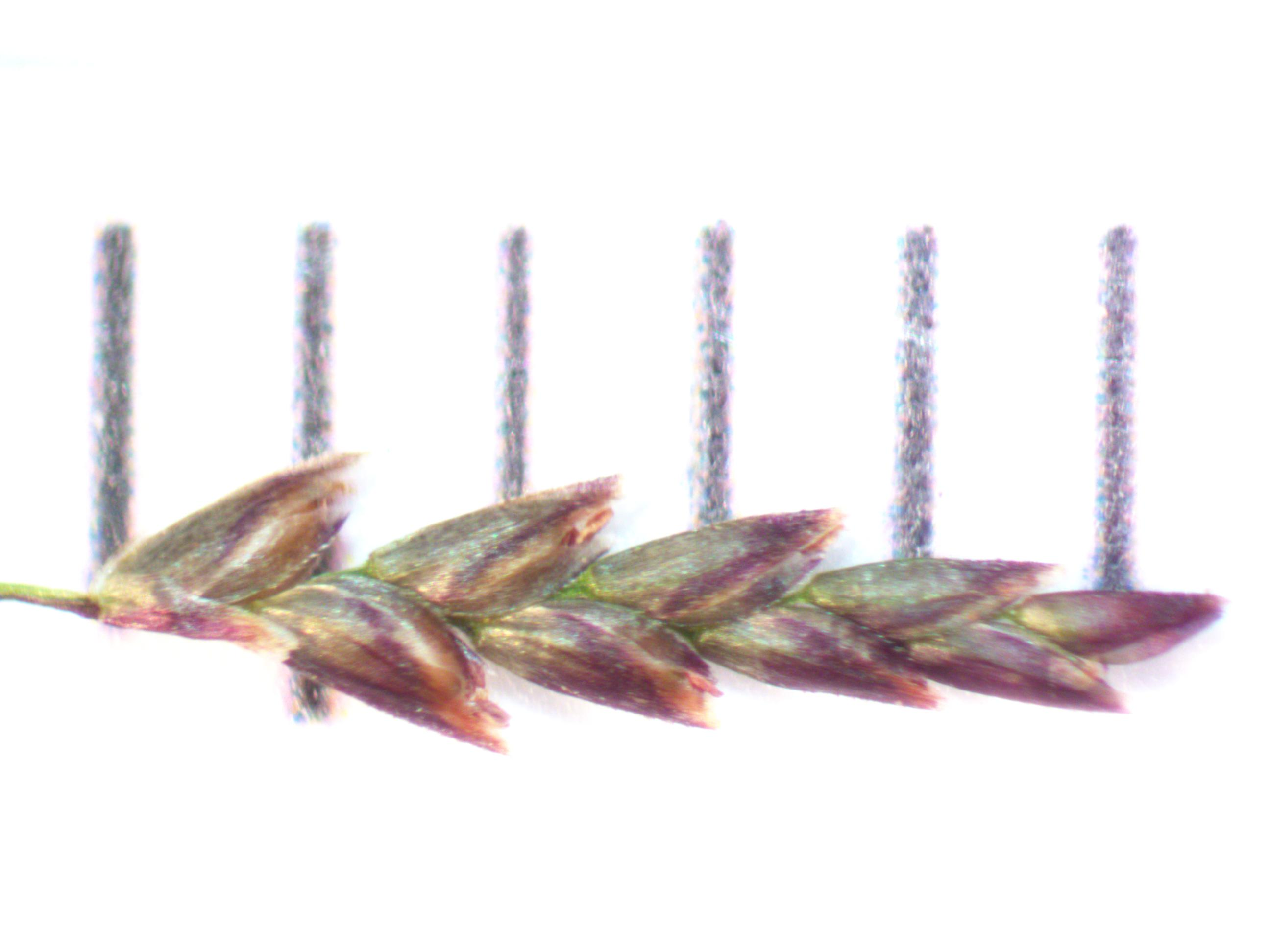
Ährchen

Die Rispe ist 4 bis 16 cm lang und 2 bis 10 cm breit; sie ist locker, ausgebreitet und nach der Blütezeit zusammengezogen. Die unteren Rispenäste entspringen zu dritt bis sechst (selten zu zweit), sie sind dünn, glatt und biegsam und tragen am Grunde 3 bis 4 mm lange abstehende Haare. Die Ährchen sind 6- bis 15-blütig, 4 bis 8 mm lang und 1 bis 1,5 mm breit. Die Hüllspelzen sind ziemlich ungleich; die untere Hüllspelze ist viel kürzer und schmaler als die obere. Die Deckspelzen sind 1,5 bis 1,8 mm lang. Die drei Staubblätter besitzen 0,2 bis 0,3 mm lange Staubbeutel.
Die Karyopse ist elliptisch und 0,5 bis 0,8 mm lang.
Die Chromosomenzahl beträgt 2n = 40, seltener 20.

## Vorkommen
Das Behaarte Liebesgras stammte ursprünglich aus dem Mittelmeerraum und den südlichen Teilen Asiens, ist aber heute weltweit in warm-gemäßigten und tropischen Gebieten verbreitet. In Europa kommt diese Art von Südeuropa nördlich nur bis ins mittlere Europa vor.
Das Behaarte Liebesgras gedeiht in Trittgesellschaften auf Wegen, an Bahndämmen, im Straßenpflaster und an Ruderalstellen auf besonnten, trockenen, kalkarmen Sand- und Kiesböden. In den Alpen steigt sie am Ritten in Südtirol bis 1020 Meter, bei St. Ottilia bei Tschengls bis 1075 Meter und bei Klobenstein (Ritten) bis 1180 Meter Meereshöhe auf. In Deutschland ist das Behaarte Liebesgras im südwestlichen Baden-Württemberg sowie in Sachsen-Anhalt eingebürgert, kommt aber auch eingeschleppt in Nordrhein-Westfalen, Sachsen, Niedersachsen, Brandenburg und in Mecklenburg-Vorpommern vor. Es gedeiht in Mitteleuropa in Gesellschaften der Verbände Polygonion avicularis; Sisymbrion oder Eragrostion.
Die ökologischen Zeigerwerte nach Landolt & al. 2010 sind in der Schweiz: Feuchtezahl F = 2w (mäßig trocken aber mäßig wechselnd), Lichtzahl L = 4 (hell), Reaktionszahl R = 2 (sauer), Temperaturzahl T = 4+ (warm-kollin), Nährstoffzahl N = 3 (mäßig nährstoffarm bis mäßig nährstoffreich), Kontinentalitätszahl K = 3 (subozeanisch bis subkontinental).

## Systematik
Die erste gültige Veröffentlichung dieser Art erfolgte 1753 durch Carl von Linné in Species Plantarum Tomus I, S. 68 unter dem Namen Poa pilosa. Die Kombination Eragrostis pilosa (L.) P. Beauv. wurde 1812 von Ambroise Marie François Joseph Palisot de Beauvois in Essai d'une nouvelle agrostographie S. 162 gültig veröffentlicht.